# Coma I
Coma I là tên của một nhóm các thiên hà nằm trong chòm sao Hậu Phát. Khoảng cách của nó với chúng ta là 47,3 triệu năm ánh sáng (tương đương 14,5 mega parsec). Thành viên sáng nhất của nhóm này là NGC 4725. Nhóm Coma I có rất nhiều thiên hà xoắn ốc, nó có một vài thiên hà hình elip và thiên hà hình hạt đậu. Nhóm thiên hà này nằm trước cụm sao Hậu Phát và cụm sao Sư Tử, cũng như là nó nằm trong siêu đám Xử Nữ.
Nhóm Coma I hiện tại đang di chuyển về phía của cụm Xử Nữ và cuối cùng thì cả hai sẽ va chạm vào nhau.

## Cấu trúc
Nhóm này có hai phân nhóm khác, một phân nhóm đông hơn thì nằm giữa NGC 4274 và NGC 4278, phân nhóm ít đông hơn thì nằm quanh NGC 4565 và được nhà thiên văn học người Pháp Gérard de Vaucouleurs để xuất. Tuy nhiên năm 1977, Gregory và Thompson tìm thấy không có bất kì chứng cứ nào chứng minh sự tồn tại của 2 phân nhóm này trong Coma I.

## Thiên hà thành viên
Bảng bên dưới liệt kê các thiên hà chắc chắn là nằm trong nhóm Coma I.
| Tên                 | Loại thiên hà  | Xích kinh (J2000) | Độ nghiêng (J2000) | Giá trị dịch chuyển đỏ (km/s) | Cấp sao biểu kiến |
| ------------------- | -------------- | ----------------- | ------------------ | ----------------------------- | ----------------- |
| NGC 4020            | SBd?           | 11h 58m 56.7s     | +30° 24′ 43″       | 760                           | 13.1              |
| NGC 4062            | SA(s)c         | 12h 04m 03.8s     | +31° 53′ 45″       | 758                           | 12.5              |
| NGC 4136            | SAB(r)c        | 12h 09m 17.7s     | +29° 55′ 39″       | 609                           | 11.69             |
| NGC 4173            | SBd            | 12h 12m 21.4s     | +29° 12′ 25″       | 1127                          | 13.59             |
| NGC 4203            | SAB0^-?        | 12h 15m 05.0s     | +33° 11′ 50″       | 1086                          | 11.8              |
| NGC 4245            | SB0/a?(r)      | 12h 17m 36.8s     | +29° 36′ 29″       | 884                           | 12.31             |
| NGC 4251            | SB0?           | 12h 18m 08.2s     | +28° 10′ 31″       | 1066                          | 11.58             |
| NGC 4274            | (R)SB(r)ab     | 12h 19m 50.6s     | +29° 36′ 52″       | 930                           | 11.34             |
| NGC 4278            | E1-2           | 12h 20m 06.8s     | +29° 16′ 51″       | 620                           | 11.20             |
| NGC 4283            | E0             | 12h 20m 20.8s     | +29° 18′ 39″       | 1056                          | 13.10             |
| NGC 4310 (NGC 4338) | (R')SAB0^+(r)? | 12h 22m 26.3s     | +29° 12′ 33″       | 913                           | 13.22             |
| NGC 4314            | SB(rs)a        | 12h 22m 31.8s     | +29° 53′ 45″       | 963                           | 11.43             |
| NGC 4359            | SB(rs)c?       | 12h 24m 11.2s     | +31° 31′ 19″       | 1253                          | 13.6              |
| NGC 4393            | SABd           | 12h 25m 51.2s     | +27° 33′ 42″       | 755                           | 12.7              |
| NGC 4414            | SA(rs)c?       | 12h 26m 27.1s     | +31° 13′ 25″       | 716                           | 10.96             |
| NGC 4448            | SB(r)ab        | 12h 28m 15.4s     | +28° 37′ 13″       | 661                           | 12.00             |
| NGC 4494            | E1-2           | 12h 31m 24.1s     | +25° 46′ 31″       | 1342                          | 10.71             |
| NGC 4525            | Scd?           | 12h 33m 51.1s     | +30° 16′ 39″       | 1172                          | 13.4              |
| NGC 4559            | SAB(rs)cd      | 12h 35m 57.6s     | +27° 57′ 36″       | 807                           | 10.46             |
| NGC 4562            | SB(s)dm?       | 12h 35m 34.8s     | +25° 51′ 00″       | 1353                          | 13.9              |
| NGC 4565            | SA(s)b?        | 12h 36m 20.8s     | +25° 59′ 16″       | 1230                          | 10.42             |
| NGC 4725            | SAB(r)ab pec   | 12h 50m 26.6s     | +25° 30′ 03″       | 1206                          | 10.11             |
| NGC 4747            | SBcd? pec      | 12h 51m 45.9s     | +25° 46′ 37″       | 1190                          | 12.96             |

Còn các thiên hà khác có thể nằm trong nhóm này là: IC 3215, IC 3247, MCG 5-29- 66, NGC 4080, NGC 4150, NGC 4308, NGC 4455, NGC 4509, NGC 4534, NGC 4627, NGC 4631, NGC 4656, NGC 4670, UGC 6900, UGC 7007, UGC 7300, UGC 7428, UGC 7438, UGC 7673, UGC 7916 và UGCA 294.

## Dữ liệu hiện tại
Theo như quan sát, đây là nhóm thiên hà nằm trong chòm sao Hậu Phát và dưới đây là một số dữ liệu khác:
Xích kinh 12h 22m 19.4s
Độ nghiêng 29° 53′ 47″
Tốc độ phân tán 307 km/s
Giá trị dịch chuyển đỏ 0.002418 (724 km/s)
Khối lượng ước tính 2.5×1012 lần khối lượng mặt trời
Bên cạnh đó, còn có một nhóm thiên hà khác là Cụm Xử Nữ nằm các Coma I 3,6 mega parsec.